# Cerise

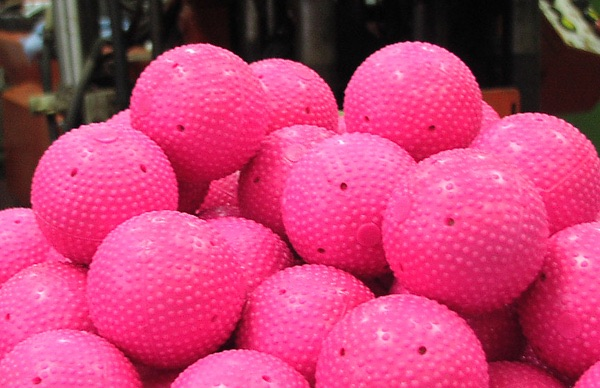
Bandybollar i cerise

Cerise syftar på intensivt rosa färger, ofta med dragning mot lila. Namnet kommer från det franska ordet för körsbär. Ordet blev vanligt i svenskan först under sent 1900-tal.

## Definition
Någon färg med namnet cerise finns inte bland de ursprungliga HTML-färgerna eller webbfärgerna (X11) men i andra källor anges färgkoordinaterna i boxen härintill.

## Användning
Enligt reglerna för bandy sedan 2008 skall bandybollar ha denna färg.
Färgen cerise är även förknippad med de ideella föreningarna Konglig Datasektionen vid Kungliga Tekniska högskolan, Ingenjörsteknologsektionen vid Chalmers tekniska högskola samt Elektrotekniksektionen vid Uppsala Universitet och programmet för Civilingenjör i teknisk kemi vid Umeå Universitet.